# Dicranella subsubulata
Dicranella subsubulata là một loài Rêu trong họ Dicranaceae. Loài này được (Hampe ex Müll. Hal.) A. Jaeger mô tả khoa học đầu tiên năm 1872.